# 토레 피카소

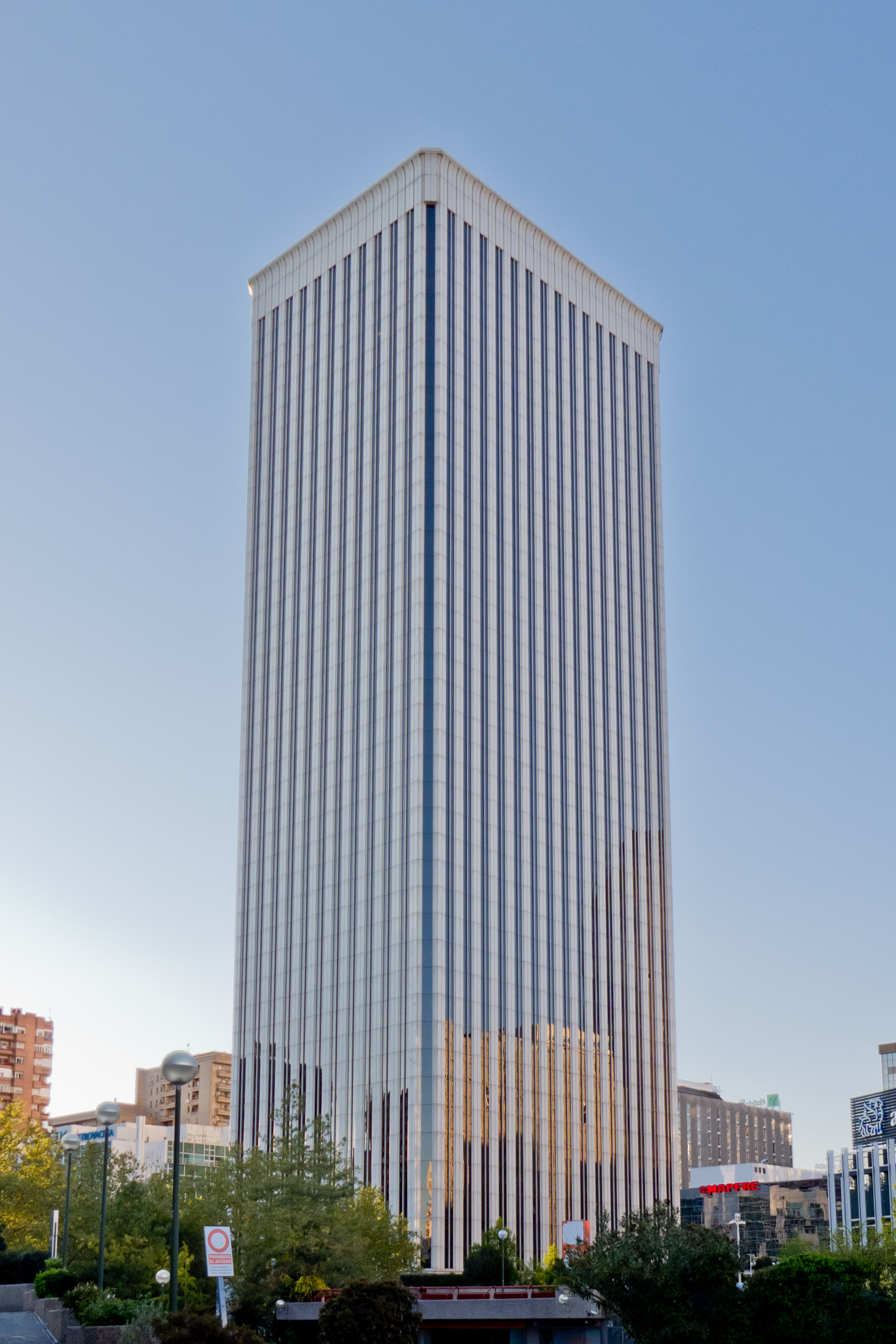
토레 피카소

토레 피카소(Torre Picasso)는 미노루 야마사키가 디자인한 스페인 마드리드의 초고층 빌딩이다. 1988년부터 2007년까지 마드리드에서 가장 높은 건물이었는데, 높이는 157m(515피트), 43층이었다. 토레 피카소는 파세오 데 라 카스테야나를 따라 있는 상업 단지 AZCA 내 파블로 피카소 광장 옆에 위치해 있다.
이 건물은 현재 마드리드에서 5번째로 크고, 스페인에서는 10번째로 높은 건물이다.